# Софија Пападопулу
Софија Пападопулу (грчки: Σοφια Παπαδοπουλου, рођена 19. новембра 1983. у Атини) је грчка морнарка. Освојила је бронзану медаљу у женском једрењу на Летњим олимпијским играма 2008. године у Пекингу, заједно са Софијом Бекатору и Виргинијом Кравариоти.

## Биографија
Софија је рођена 1983. године. Завршила је Универзитет спорта у Атини, одсек једрење. Говори грчки и енглески језик. Ради у јавном сектору у Атини, а једрењем је почела да се бави 2007. године. Члан је јахтинг клуба Каламаки. Први пут се такмичила 1998. године на Балканским играма, где осваја и своју прву медаљу, заузевши треће место. Поред једрења, бави се и бициклизмом и пливањем.